# 尼科迪默斯鎮區 (堪薩斯州葛蘭姆縣)
尼科迪默斯鎮區（英語：Nicodemus Township）為位在美國堪薩斯州葛蘭姆縣的鎮區。2010年美国人口普查中該鎮區人口有59人。

## 地理
尼科迪默斯鎮區涵蓋面積83.74平方（32.33平方英里）。根據美國地質調查局的資料，此鎮區包含2座墓地：芒特奧利夫（Mount Olive）墓地以及尼科迪默斯（Nicodemus）墓地。
該鎮區有桑德溪（Sand Creek）以及斯普林溪（Spring Creek）等溪流通過。

## 外部連結
- USGS Geographic Names Information System (GNIS) （页面存档备份，存于）
- US-Counties.com
- City-Data.com （页面存档备份，存于）